# Diospyros subsessilis
Diospyros subsessilis  (лат.) — вид двудольных растений рода Хурма (Diospyros) семейства Эбеновые (Ebenaceae). Растение впервые описано в 1977 году индонезийским ботаником Андре Жозефом Г. А. Костерманом.

## Распространение, описание
Эндемик Папуа — Новой Гвинеи. Описан из окрестностей города Лаэ (провинция Моробе).
Листья тёмно-коричневые. Древовидное теплолюбивое растение. Плоды съедобны.